# Ánna Gerasímou
Ánna Gerasímou (en grec moderne : Άννα Γερασίμου), née le 15 octobre 1987, est une joueuse de tennis grecque.
Ánna Gerasímou a participé au double féminin des Jeux olympiques d'été de 2008 avec sa partenaire Eléni Daniilídou et a perdu au premier tour contre l'équipe suisse d'Emmanuelle Gagliardi et Patty Schnyder. Entraînée par George Kalovelonis (en), elle a atteint le meilleur classement en simple de sa carrière, soit 200e, le 9 mars 2009. 
Elle s'est qualifiée deux fois pour un tableau principal du WTA Tour, en 2010, lors du tournoi de Pattaya et lors du tournoi de Malaisie à Kuala Lumpur. 
Elle a également participé une fois au tableau principal du circuit WTA en double, à Pattaya City en 2010, où elle a atteint les quarts de finale. 
Elle a pris sa retraite du tennis en 2010. 